# Reality (Dreamの曲)
「reality」（リアリティ）は、2000年8月9日に発売されたdream4枚目のシングル。
品番：AVCD-30114

## 概要
- 今作より、松室麻衣が作詞を手掛けている。
- 作曲を担当した大谷靖夫は今作がデビュー作である。
- 「reality」は、ブリストル・マイヤーズ スクイブ「シーブリーズ」CMソング。
- 「send a little love」は、TX系『スキヤキ!!ロンドンブーツ大作戦』エンディング・テーマ。

## 収録曲
1. reality（Original Mix）
作詞：松室麻衣 作曲：y@suo ohtani　編曲：五十嵐充
2. reality（Dub's Warp House Remix）
3. send a little love（BEATWAVE REMIX）
4. reality（EUROBEAT MIX）
5. send a little love（Happy Euro 2000 Mix）
6. send a little love（Original Mix）
作詞：松室麻衣　作曲：桑原秀明　編曲：D-Z
7. reality（Instrumental）
8. send a little love（Instrumental）